# Сиага, Эдвард
Э́двард Фи́лип Джордж Сиа́га (англ. Edward Philip George Seaga, 28 мая 1930, Бостон — 28 мая 2019, Майами) — ямайский политический и государственный деятель, пятый премьер-министр Ямайки в 1980—1989 годах. Во главе правительства проводил правую проамериканскую политику. Более тридцати лет возглавлял правопопулистские силы, консолидированные в Лейбористской партии Ямайки. Известен также как учёный, бизнесмен, музыкальный продюсер, менеджер музыкальной индустрии.

## Происхождение. Менеджер музыкальной индустрии
Родился на территории США, в семье ямайского торговца. Филипп Джордж Сиага, отец Эдварда Сиаги, имел ливанские корни. Эрна Алетта Сиага, мать Эдварда Сиаги, происходила из индо-британской семьи с шотландскими корнями. Через три месяца после рождения сына родители вернулись на Ямайку.
На острове Эдвард Сиага получил среднее образование. Затем отправился в США, где в 1952 году окончил Гарвардский университет со степенями бакалавра искусствоведения и социальных наук.
Работал музыкальным промоутером. Занимался фольклорными исследованиями в Университете Вест-Индии. С 1955 года Эдвард Сиага выпускал альбомы этнической ямайской музыки. Приобрёл высокий авторитет в художественной среде и в молодёжных субкультурах. Возглавлял коммерческую компанию звукозаписи WIRL.

## Лейбористский политик. На правительственных постах
В 1959 году основатель Лейбористской партии Ямайки (ЛПЯ) Александр Бустаманте включил Эдварда Сиагу в лейбористскую фракцию верхней палаты законодательного совета. В 29-летнем возрасте Сиага стал самым молодым ямайским парламентарием. В своих выступлениях он резко критиковал колониальную элиту и порядки социального неравенства. В 1961 году он участвовал в разработке Конституции Ямайки.
На первых выборах в независимой Ямайке 10 апреля 1962 года Эдвард Сиага был избран в парламент от прибрежного района Вест-Кингстон ямайской столицы. Избирался 10 раз, представлял округ в течение 43 лет. Пользовался популярностью в среде городской бедноты, населяющей район.
Сразу после первого избрания Эдвард Сиага был назначен министром развития и социального обеспечения в правительстве Бустаманте. На этом посту инициировал снос трущоб и строительство нового жилья в Кингстоне. Созданная по инициативе Сиаги Корпорация городского развития строила жилые зоны, портовые сооружения, основало курорт Негрил. Развивались системы образования и коммунальных услуг. Покровительствовал молодёжным музыкальным обществам, спортивным и культурным организациям. Активно занимался строительством городской и сельской инфраструктуры в соответствии с правительственными планами развития. В идеологии и пропаганде особое место занимал культ Маркуса Гарви, в 1964 году перезахороненного на Ямайке.
После выборов 1967 года Эдвард Сиага занимал пост министра финансов и планирования. Инициировал важные реформы в плане упорядочения финансовой системы. При его участии появились первый местный коммерческий банк (Jamaica Citizens Bank), позже ещё несколько банков, включая ипотечный (1967), валютно-финансовая биржа (1968). Входил в состав правления МВФ и МБРР. Контролировал процесс перехода иностранных активов в собственных ямайских владельцев.
С 1974 года Эдвард Сиага — лидер Лейбористской партии Ямайки.
Лейбористские партии островов Вест-Индии обычно занимают позиции правой социал-демократии и даже консерватизма (иногда, как в гренадском случае, с уклоном в правый радикализм). ЛПЯ, особенно после прихода к лидерству Эдварда Сиаги, выступала с правопопулистской крайне антикоммунистической платформы. Партия находилась в жёсткой оппозиции левому правительству Народной национальной партии (ННП), критиковала Майкла Мэнли за «насаждение чуждой Ямайке кубинской идеологии». Особенности ямайской политической культуры обусловили наличие в партии «штурмовых» группировок (в том числе на базе молодёжных субкультур) и склонность к уличному насилию. ЛПЯ инициировала уличные беспорядки, кампании гражданского неповиновения.

## Премьер-министр. Правый курс
30 октября 1980 Лейбористская партия Ямайки одержала уверенную победу на парламентских выборах, получив почти 59 % голосов и 51 мандат из 60. Эдвард Сиага, выступавший под лозунгами антикоммунизма, антисоциализма, защиты демократии и индивидуальной инициативы, занял пост премьер-министра, а также министра финансов и планирования, министра энергетики, природных ресурсов и горнорудной промышленности. Его победа рассматривалась в общемировом контексте «неоконсервативной волны» — несколько дней спустя президентом США был избран Рональд Рейган. В СССР победа ЛПЯ вызвала резко негативную реакцию и объяснялась уличным террором партийных боевиков.
Во внутренней политике правительство Сиаги инициировала конституционную реформу — сокращение полномочий исполнительной власти в пользу представительных органов, создание института омбудсменства, более чёткое формулирование гражданских прав и свобод. В то же время сохранялась ямайская традиция, связанная с социально-политической ролью молодёжных группировок и криминальных сообществ.
Внешнеполитический курс Ямайки в 1980-е годы носил проамериканский, антикоммунистический и антисоветский характер. Были фактически прерваны отношения с Кубой (тесные при правлении Мэнли). Правительство Сиаги выступало как ближайший карибский союзник администрации Рейгана. В октябре 1983 года Ямайка приняла непосредственное военное участие во вторжении на Гренаду. Эдвард Сиага (Ямайка), Том Адамс (Барбадос), Юджиния Чарлз (Доминика), Герберт Блейз (Гренада) сформировали своего рода «рейганистский альянс Вест-Индии». Лейбористская партия Ямайки выступила одним из учредителей Карибского демократического союза — региональной структуры Международного демократического союза.
Экономическая политика выдерживалась в духе «рейганомики с ямайской спецификой». Проводился курс дерегулирования производственных и коммерческих связей, стимулировалось частное предпринимательство, особенно малый бизнес, снижались налоги на прибыль, сокращались бюджетные расходы. В то же время правительство инвестировало государственные средства в общенациональные программы — обустройство береговой линии, культивация акватории, высадка миллиона деревьев, строительство отелей, борьба с наркоманией и беспризорностью, всеобщее начальное образование для детей, продовольственное обеспечение пожилых женщин и молодых матерей, охрана и развитие объектов историко-культурного наследия (в частности, Порт-Ройала). Программа занятости HEART (англ. heart — сердце) занималась трудоустройством школьных выпускников и маргинальной молодёжи. Сиага инициировал проведение знаменитых ямайских фестивалей.
Первоначально политика правительства встречала широкую поддержку. Оппозиционная ННП объявила о протестном бойкоте выборов 1983 года в значительной степени потому, что поражение выглядело предрешённым. При голосовании 15 декабря 1983 ЛПЯ получила почти 90 % голосов и все 60 мандатов. Однако на муниципальных выборах победила ННП — 57 % против 43 % у партии Сиаги.
Во второй половине 1980-х популярность правительства резко упала. Причиной тому стали обострившиеся экономический трудности (особенно заметные на фоне подъёма первых лет): резко вырос дефицит государственного баланса и государственный долг, на 30 % упала добыча бокситов, добыча значительно выросла безработица (до 1/3 работоспособного населения). Резко поднялась волна криминала и уличного насилия. Разрушительные последствия имел ураган Гилберт в 1988 году. Совокупность этих факторов привела к поражению ЛПЯ на выборах 1989 года.

## Лидер оппозиции. Общественное влияние
После отставки с поста премьер-министра 16 лет возглавлял лейбористскую оппозицию. Характеризовал деятелей ННП как «раскаявшихся социалистов и капиталистов поневоле». Резко критиковал правительства ННП за экономическое отставание, высокий государственный долг, разгул преступности. Однако на это следовали ответы, что при правлении Сиаги во второй половине 1980-х ситуация была в целом аналогичной. На выборах 1993, 1997, 2002 ЛПЯ потерпела неудачу.
В январе 2005, незадолго до своего 75-летия, оставил активную политическую деятельность. При этом сохранил серьёзное влияние на Лейбористскую партию и политическую жизнь Ямайки. Имеет самый длительный в Карибском регионе стаж политической деятельности.
Вернулся к научной работе в Университете Вест-Индии, занимается исследованиями афрохристианства. Преподаёт также в Технологическом университете Ямайки.
На протяжении многих лет работал над комплексным сборником ямайской музыки 1950—1970-х годов. Итогом работы стала антология Reggae Golden Jubilee — Золотой юбилей регги, выпущеннвя 6 ноября 2012 года в рамках празднования 50-летия независимости Ямайки.

Я всегда хотел это сделать из любви к музыке.

Эдвард Сиага

Автор ряда научных и историко-публицистических работ. Основные темы его сочинений — ямайские культурные и религиозные традиции, ямайская музыка, ямайский лейборизм и идеологическая борьба в XX веке. В 2009—2010 издана автобиография Сиаги My Life and Leadership: Clash of Ideologies (Моя жизнь и лидерство: столкновение идеологий). В 2009 опубликовал книгу Grenada Intervention: The Inside Story — Интервенция на Гренаду: история изнутри.
С 2005 имел почётную степень Университета Вест-Индии и является канцлером Технологического университета Ямайки. Имел также докторские степени Университета Майами, Университета Южной Каролины, Бостонского университета, Университета Хартфорда.
В 2002 правительство Ямайки представила его к Ордену Нации. Он награждён также орденами Мексики, Венесуэлы, Западной Германии, Южной Кореи, Медалью дружбы американского Фонда Свободы.
С 1981 — член Тайного совета Великобритании по назначению Елизаветы II.

## Личная жизнь. Семья и увлечения
Был женат два раза. Его первой женой на протяжении 30 лет была Мэри Элизабет Константин, она же Митси Сиага — Мисс Ямайка 1965 года. В этом браке имел двух сыновей (Эндрю и Кристоферер) и дочь (Анабелла).
В 1995 развёлся с Митси и на следующий год женился на Карле Вендрайс, дочери известной бизнесвумен Верны Вендрайс, тесно связанной с ЛПЯ. В 2002 у них родилась дочь. Карла Сиага — видный социолог и общественный деятель, основатель организаций помощи малому бизнесу и жертвам криминального насилия. В браке родилась дочь Габриэль.
Э. Сиага активно участвовал в культурных проектах и мероприятиях, особенно фестивалях ямайской народной музыки. Другое его увлечение — садоводство. Был известен также как спортсмен: играл в футбол, крикет, хоккей на траве, занимался спортивной стрельбой, теннисом и дайвингом. Состоял в нескольких охотничьих клубах. Возглавлял футбольную ассоциацию Ямайки.
Специально разъяснял произношение своей фамилии: именно СиАга (pronounced see-ah-gah), а не Сига.
89-летний Эдвард Сиага скончался в больнице Майами 28 мая 2019 года от рака. Похоронен в Кингстоне в Парке национальных героев.